# Little Bolton Lake
Little Bolton Lake är en sjö i Kanada.   Den ligger i provinsen Manitoba, i den sydöstra delen av landet, 1 800 km nordväst om huvudstaden Ottawa. Little Bolton Lake ligger 219 meter över havet. Arean är 23,6 kvadratkilometer. Den sträcker sig 7,4 kilometer i nord-sydlig riktning, och 13,9 kilometer i öst-västlig riktning.
I omgivningarna runt Little Bolton Lake växer i huvudsak barrskog. Trakten runt Little Bolton Lake är nära nog obefolkad, med mindre än två invånare per kvadratkilometer.